# ملك سانت فنسنت وجزر غرينادين
نظام ملكية سانت فنسنت والغرينادين هو نظام حكم يكون فيه الملك الوراثي هو الحاكم ورئيس الدولة في سانت فنسنت والغرينادين. الملك الحالي ورئيس الدولة، منذ 8 سبتمبر 2022، هو الملك تشارلز الثالث. بصفته الحاكم، فهو التجسيد الشخصي لتاج سانت فنسنت. على الرغم من أن شخص الملك مشترك بالتساوي مع 14 دولة مستقلة أخرى داخل كومنولث الأمم، فإن ملكية كل دولة منفصلة ومتميزة قانونيًا. نتيجة لذلك، يُطلق على الملك الحالي رسميًا لقب "ملك سانت فنسنت والغرينادين"، وفي هذه الصفة، يقوم هو وأعضاء آخرون من العائلة المالكة بوظائف عامة وخاصة محليًا ودوليًا كممثلين لسانت فنسنت والغرينادين. ومع ذلك، فإن الملك هو العضو الوحيد في العائلة المالكة الذي لديه أي دور دستوري.
تتمثل جميع السلطات التنفيذية في الملك، ويُشترط الموافقة الملكية لكي يسن برلمان سانت فنسنت والغرينادين القوانين ولكي تكون براءات الاختراع وأوامر المجلس ذات تأثير قانوني. يتم ممارسة معظم الصلاحيات من قبل الأعضاء المنتخبين في البرلمان، ووزراء التاج الذين يتم اختيارهم بشكل عام من بينهم، والقضاة وقضاة الصلح. الصلاحيات الأخرى الممنوحة للملك، مثل عزل رئيس الوزراء، تعتبر مهمة ولكنها تُعتبر فقط صلاحيات احتياطية وجزءًا أمنيًا مهمًا من دور الملكية.
تطور تاريخ الملكية في سانت فنسنت والغرينادين من خلال سلسلة من الحكام الفرنسيين والبريطانيين، إلى حكام سانت فنسنت المستقلين اليوم. يعمل التاج بشكل أساسي كضامن للحكم المستقر والمستمر وكحماية غير حزبية ضد إساءة استخدام السلطة. في حين أن بعض الصلاحيات لا يمكن ممارستها إلا من قبل الملك، فإن معظم الواجبات التشغيلية والاحتفالية للملك يتم تنفيذها من قبل ممثله، الحاكم العام لسانت فنسنت والغرينادين.

## الأصول
يُعتقد أن كريستوفر كولومبوس شاهد الجزيرة في عام 1498 وأطلق عليها اسم "سانت فنسنت". منع السكان الأصليون من شعب الغاريفونا، الذين أصبحوا يعرفون باسم "الكاريبيين السود"، الاستيطان الأوروبي في سانت فنسنت بشكل عدواني. أثبتت المحاولات المختلفة من قبل الإنجليز والهولنديين للمطالبة بالجزيرة عدم نجاحها، وكان الفرنسيون هم أول من استعمر الجزيرة في عام 1719. استولى البريطانيون على الجزيرة وطردوا الفرنسيين خلال حرب السنوات السبع، وهو ادعاء تم تأكيده بموجب معاهدة باريس (1763). خلال الحرب الأنجلو-فرنسية (1778–1783)، استعاد الفرنسيون سانت فنسنت في عام 1779. ومع ذلك، استعاد البريطانيون السيطرة بموجب معاهدة فرساي (1783). أصبحت الجزر جزءًا من جزر ويندوارد البريطانية، وهي مستعمرة بريطانية، في أواخر القرن الثامن عشر.

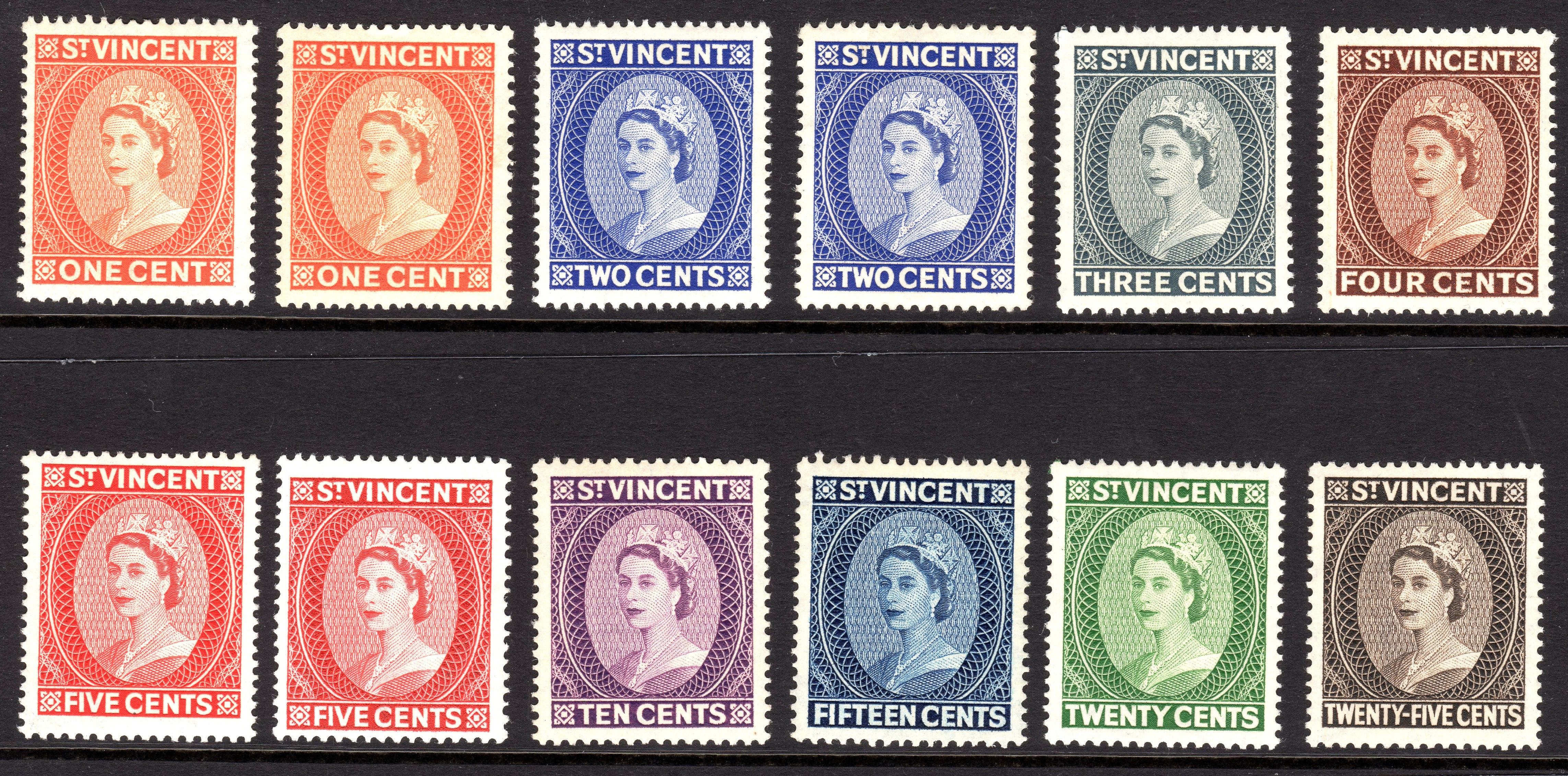
الملكة إليزابيث الثانية على طوابع سانت فنسنت، 1955

مرت سانت فنسنت والغرينادين بمراحل مختلفة من الوضع الاستعماري تحت الحكم البريطاني. تم تفويض جمعية تمثيلية في عام 1776، وتم إنشاء حكومة مستعمرة التاج في عام 1877، وتم إنشاء مجلس تشريعي في عام 1925 مع حق تصويت محدود، وتم منح حق الاقتراع العام للبالغين في عام 1951. خلال فترة سيطرتها على سانت فنسنت والغرينادين، حاولت بريطانيا عدة مرات توحيد الجزيرة مع جزر ويندوارد الأخرى ككيان واحد، لتبسيط السيطرة البريطانية في المنطقة الفرعية من خلال إدارة موحدة واحدة. انضمت سانت فنسنت أيضًا إلى اتحاد جزر الهند الغربية في عام 1958، لكن الاتحاد انهار في عام 1962. منحت بريطانيا سانت فنسنت وضع "الدولة المنتسبة" في 27 أكتوبر 1969، مما منحها سيطرة كاملة على شؤونها الداخلية. في 27 أكتوبر 1979، حصلت سانت فنسنت والغرينادين على الاستقلال الكامل عن المملكة المتحدة. وبالتالي أصبحت دولة ذات سيادة وملكية مستقلة داخل كومنولث الأمم، مع الملكة إليزابيث الثانية كملكة ورئيسة للدولة.
مثل الأمير ريتشارد، دوق غلوستر الملكة في احتفالات الاستقلال. في 27 أكتوبر، سلم الدوق الوثائق الدستورية إلى رئيس الوزراء ميلتون كاتو معلنًا رسميًا استقلال البلاد. كما افتتح الدوق الجلسة الأولى للبرلمان الأول نيابة عن الملكة. أرسلت الملكة رسالة إلى شعب سانت فنسنت والغرينادين، قالت فيها: "بكل سرور أرسل أحر التهاني كملكتكم وكرئيسة لكومنولث الأمم الذي تصبحون العضو الثاني والأربعين فيه".

## التاج الفينسينتي وجوانبه
| ملك سانت فنسنت وجزر غرينادين | هي تريد حقًا أن تعرفكم كم تقدّر حقيقة أنكم تواصلون النظر إليها كملكتكم وكرئيسة لدولتكم وهي تقدر الولاء الذي أظهرتموه لها على مر كل هذه السنوات. | ملك سانت فنسنت وجزر غرينادين |

سانت فنسنت والغرينادين هي واحدة من خمس عشرة دولة مستقلة، تُعرف باسم دول الكومنولث، والتي تشارك سيادتها مع دول أخرى في كومنولث الأمم، حيث أن علاقة الملك مع سانت فنسنت والغرينادين مستقلة تمامًا عن منصبه كملك لأي دولة أخرى. على الرغم من مشاركة نفس الشخص كملك لها، فإن كل دولة من دول الكومنولث — بما في ذلك سانت فنسنت والغرينادين — هي دولة ذات سيادة ومستقلة عن الدول الأخرى. يتم تمثيل الملك الفينسينتي من قبل نائب الملك — الحاكم العام لسانت فنسنت والغرينادين — في البلاد.
منذ استقلال سانت فنسنت في عام 1979، كان للتاج متعدد الجنسيات طابع مشترك ومنفصل، ودور الملك كملك لسانت فنسنت والغرينادين متميز عن منصبه كملك لأي دولة أخرى، بما في ذلك المملكة المتحدة. وبالتالي، لم تعد الملكية مؤسسة بريطانية حصرية وأصبحت في سانت فنسنت والغرينادين مؤسسة فينسنتية أو "محلية".

علم الحاكم العام لسانت فنسنت والغرينادين الذي يظهر تاج القديس إدوارد

يتم توضيح هذا التقسيم بعدة طرق: على سبيل المثال، يحمل الملك لقبًا فينسنتيًا فريدًا، وعندما يعمل علنًا كممثل لسانت فنسنت والغرينادين، يستخدم، حيثما أمكن، الرموز الوطنية لسانت فنسنت والغرينادين، بما في ذلك العلم الوطني للبلاد، وما شابه ذلك. أيضًا، فقط الوزراء الفينسينتيون يمكنهم تقديم المشورة للملك بشأن أمور سانت فنسنت والغرينادين.
في سانت فنسنت والغرينادين، يُشار إلى الشخصية القانونية للدولة باسم "جلالة الملك في حق سانت فنسنت والغرينادين".

### اللقب
في سانت فنسنت والغرينادين، اللقب الرسمي للملك هو: تشارلز الثالث، بنعمة الله، ملك سانت فنسنت والغرينادين وممالكه وأقاليمه الأخرى، رئيس الكومنولث.
يعبر هذا الأسلوب عن وضع سانت فنسنت والغرينادين كمملكة مستقلة، مع إبراز دور الملك بشكل خاص كحاكم لسانت فنسنت والغرينادين، بالإضافة إلى الجانب المشترك للتاج في جميع الممالك. عادةً ما يُطلق على الملك لقب "ملك سانت فنسنت والغرينادين"، ويتم مخاطبته بهذا اللقب عندما يكون في سانت فنسنت والغرينادين، أو عند أداء واجبات نيابة عن سانت فنسنت والغرينادين في الخارج.[بحاجة لمصدر]

### الخلافة

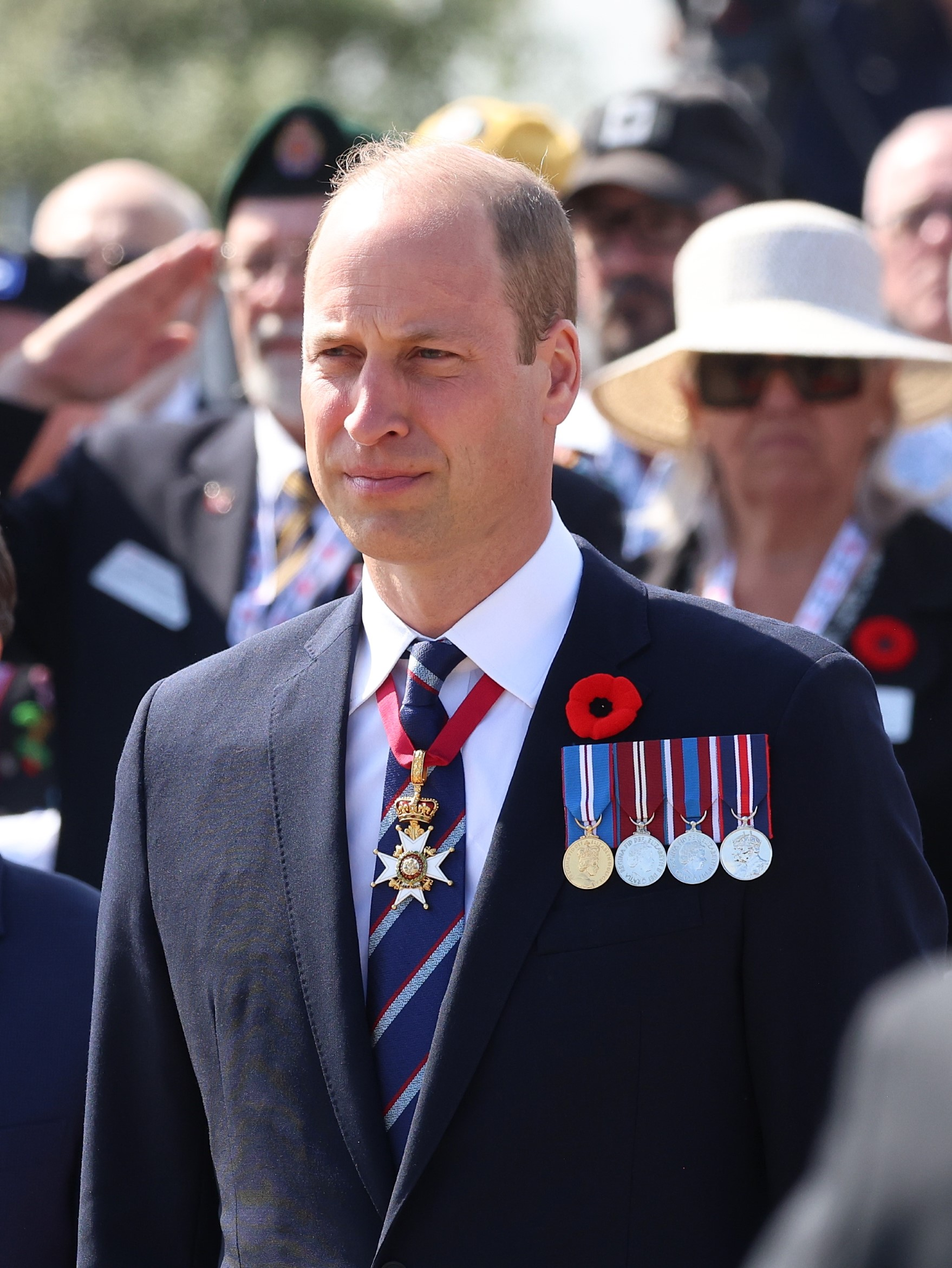
ويليام، أمير ويلز، هو الوريث الحالي للعرش الفينسينتي

تتم الخلافة وفقًا لنظام البكورة المطلقة الذي تحكمه أحكام قانون خلافة التاج 2013، بالإضافة إلى قانون التسوية 1701، وقانون الحقوق 1689. يحدد هذا التشريع الخلافة لأحفاد صوفيا، ناخبة هانوفر الشرعيين (أي غير المتبنين)، ويشترط ألا يكون الملك كاثوليكيًا، وأن يكون في شركة مع كنيسة إنجلترا عند صعوده إلى العرش.[بحاجة لمصدر]
على الرغم من أن هذه القوانين الدستورية، كما تنطبق على سانت فنسنت والغرينادين، لا تزال تحت سيطرة البرلمان البريطاني، إلا أن كلاً من المملكة المتحدة وسانت فنسنت والغرينادين لا يمكنهما تغيير قواعد الخلافة دون الموافقة بالإجماع من قبل الممالك الأخرى، ما لم تنسحب بشكل صريح من علاقة الملكية المشتركة؛ وهو وضع ينطبق بشكل مماثل في جميع الممالك الأخرى، وقد شُبّه بمعاهدة بين هذه الدول. أشارت سانت فنسنت والغرينادين آخر مرة إلى موافقتها على تعديل خط الخلافة في عام 2013، عندما أقرت الجمعية الوطنية قانون خلافة التاج في 3 يوليو 2013، مما يدل على قبول الهيئة التشريعية لقانون خلافة التاج 2013 الذي أقره البرلمان البريطاني. ووافق الحاكم العام على القانون في 4 يوليو 2013.
عند وفاة الملك (وفاة أو تنازل الملك)، من المعتاد أن يُعلن الحاكم العام عن تولي الملك الجديد في العاصمة كينغستاون بعد الانضمام. بغض النظر عن أي إعلانات، فإن وريث الملك المتوفى يخلفه فورًا وتلقائيًا دون الحاجة إلى تأكيد أو مراسم إضافية. كما يتم اتباع فترة حداد مناسبة، يتم خلالها تنكيس الأعلام في جميع أنحاء البلاد لتكريم الملك المتوفى.

## تجسيد الدولة
بصفته التجسيد الحي للتاج الفينسينتي، يُعتبر الملك التجسيد، أو الشخصية القانونية، لسانت فنسنت والغرينادين، وبالتالي يُشار إلى الدولة باسم جلالة الملك في حق حكومته في سانت فنسنت والغرينادين، الملك (سانت فنسنت والغرينادين), أو ببساطة الملك. على هذا النحو، الملك هو المالك لجميع ممتلكات الدولة – على سبيل المثال، تُسمى السجون في سانت فنسنت والغرينادين سجون جلالة الملك – على الرغم من أن كل هذا يتم في منصبه كحاكم، وليس كفرد؛ حيث يتم الاحتفاظ بجميع هذه الممتلكات من قبل التاج إلى الأبد ولا يمكن للملك بيعها دون النصيحة والموافقة المناسبة من وزرائه.

## الدور الدستوري
يتكون دستور سانت فنسنت والغرينادين من مجموعة متنوعة من القوانين والأعراف، مما يمنح البلاد نظامًا برلمانيًا للحكومة مشابهًا لأنظمة دول الكومنولث الأخرى. يتم تفويض جميع سلطات الدولة دستوريًا للملك، الذي يمثله في البلاد حاكم عام — يتم تعيينه من قبل الملك بناءً على نصيحة رئيس وزراء سانت فنسنت والغرينادين.
دور الملك والحاكم العام هو دور قانوني وعملي، لكنه ليس سياسيًا. يُنظر إلى التاج على أنه كيان قانوني، حيث تشارك عدة أجزاء في سلطة الكل، مع الملك كالشخص في مركز البناء الدستوري، مما يعني أن جميع سلطات الدولة يتم تفويضها دستوريًا للملك. تعمل جميع مؤسسات الحكومة تحت سلطة الملك؛ تُعرف السلطات الواسعة التي تنتمي إلى التاج مجتمعة باسم الامتياز الملكي، والذي يشمل العديد من الصلاحيات مثل القدرة على إبرام المعاهدات أو إرسال السفراء، بالإضافة إلى بعض الواجبات مثل الدفاع عن المملكة والحفاظ على سلام الملك. لا يلزم موافقة البرلمان لممارسة الامتياز الملكي؛ علاوة على ذلك، يجب الحصول على موافقة التاج قبل أن تتمكن أي من الغرفتين من مناقشة مشروع قانون يؤثر على امتيازات أو مصالح الملك.

### السلطة التنفيذية
إحدى المهام الرئيسية للتاج هي تعيين رئيس الوزراء، الذي يتولى بعد ذلك رئاسة مجلس الوزراء ويقدم النصيحة للملك أو الحاكم العام حول كيفية ممارسة سلطاتهما التنفيذية على جميع جوانب عمليات الحكومة والشؤون الخارجية. دور الملك، وبالتالي دور الحاكم العام، يكاد يكون رمزيًا وثقافيًا بالكامل، حيث يعمل كرمز للسلطة القانونية التي تعمل بموجبها جميع الحكومات والوكالات، بينما يوجه مجلس الوزراء استخدام الامتياز الملكي، والذي يشمل امتياز إعلان الحرب، والحفاظ على سلام الملك، بالإضافة إلى استدعاء وإيقاف عمل البرلمان والدعوة إلى الانتخابات. ومع ذلك، من المهم ملاحظة أن الامتياز الملكي ينتمي إلى التاج وليس إلى أي من الوزراء، على الرغم من أنه قد يبدو أحيانًا أن الأمر كذلك، ويسمح الدستور للحاكم العام باستخدام هذه الصلاحيات بشكل أحادي فيما يتعلق بعزل رئيس الوزراء، وحل البرلمان، وعزل القاضي في حالات استثنائية من الأزمات الدستورية.
هناك أيضًا بعض الواجبات التي يؤديها الملك بشكل خاص، مثل تعيين الحاكم العام.
يعين الحاكم العام، للحفاظ على استقرار حكومة سانت فنسنت والغرينادين، رئيسًا للوزراء الشخص الأكثر احتمالًا للحفاظ على دعم مجلس نواب سانت فنسنت والغرينادين. بالإضافة إلى ذلك، يعين الحاكم العام وزراء آخرين بتوجيه من رئيس الوزراء. يتم إبلاغ الملك من قبل نائبه بقبول استقالة رئيس الوزراء وتنصيب رئيس وزراء جديد وأعضاء آخرين في الوزارة، ويظل على اطلاع كامل من خلال الاتصالات المنتظمة مع وزرائه الفينسينتيين، ويعقد اجتماعات منتظمة معهم كلما أمكن ذلك.

### الشؤون الخارجية

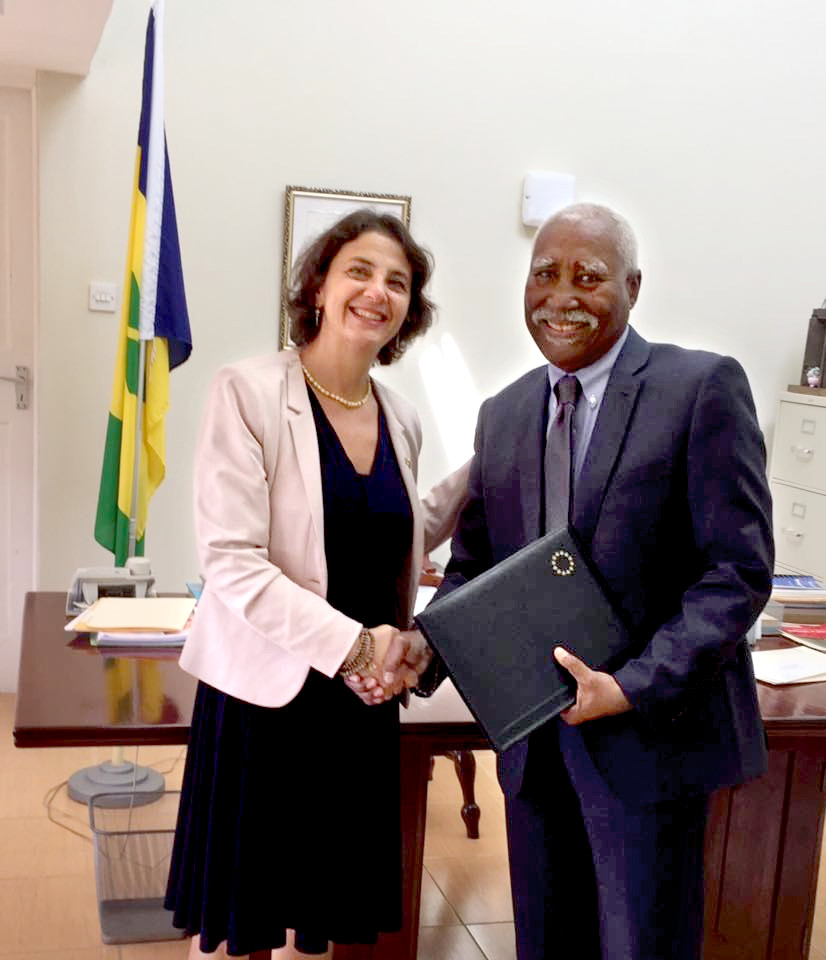
سفيرة الاتحاد الأوروبي دانييلا تراماسيري تقدم أوراق اعتمادها إلى الحاكم العام السير فريدريك بالانتين، 2017

يمتد الامتياز الملكي أيضًا إلى الشؤون الخارجية: حيث يصادق الحاكم العام على المعاهدات والتحالفات والاتفاقيات الدولية. كما هو الحال مع الاستخدامات الأخرى للامتياز الملكي، لا يلزم موافقة برلمانية. ومع ذلك، لا يمكن للمعاهدة تغيير القوانين المحلية لسانت فنسنت والغرينادين؛ في مثل هذه الحالات، يلزم قانون برلماني. كما يعتمد الملك، وبالتالي الحاكم العام، المفوضين السامين وسفراء سانت فنسنت والغرينادين، ويستقبل الدبلوماسيين من الدول الأجنبية.
في السياسة الخارجية، يتصرف الملك بناءً على نصيحة حكومة المملكة المعنية فقط، مما قد يؤدي أحيانًا إلى تناقضات في الاعتراف الدبلوماسي. على سبيل المثال، في عام 2022، اعتمدت إليزابيث الثانية كملكة لسانت فنسنت والغرينادين سفيرًا فينسنتيًا جديدًا لدى "صاحب الفخامة نيكولاس مادورو موروس رئيس جمهورية فنزويلا البوليفارية"، بينما اعترفت هي، كملكة للمملكة المتحدة، بـخوان غوايدو كرئيس لدولة فنزويلا.
بالإضافة إلى ذلك، يندرج إصدار جوازات السفر تحت الامتياز الملكي، وبالتالي يتم إصدار جميع جوازات سفر سانت فنسنت والغرينادين باسم الحاكم العام، ممثل الملك في سانت فنسنت والغرينادين.

### البرلمان
الملك، إلى جانب مجلس النواب، هو أحد المكونين لبرلمان سانت فنسنت والغرينادين. يتم تجسيد سلطة التاج في صولجان مجلس النواب، الذي يحمل تاجًا في قمته.
ومع ذلك، لا يشارك الملك في العملية التشريعية؛ بينما يشارك الحاكم العام، ولكن فقط في منح الموافقة الملكية. بالإضافة إلى ذلك، يحدد الدستور أن الحاكم العام وحده مسؤول عن تعيين أعضاء مجلس الشيوخ. يجب على الحاكم العام تعيين ستة أعضاء في مجلس الشيوخ، أربعة بناءً على نصيحة رئيس الوزراء، واثنان بناءً على نصيحة زعيم المعارضة. كما يستدعي الحاكم العام البرلمان ويوقف عمله ويحله؛ بعد الحل، يتم عادةً إصدار أوامر الانتخابات العامة من قبل الحاكم العام في بيت الحكومة، كينغستاون.
يتم افتتاح الدورة البرلمانية الجديدة بمراسم افتتاح البرلمان، حيث يلقي الملك أو الحاكم العام خطاب العرش.
يتم سن جميع القوانين في سانت فنسنت والغرينادين فقط بمنح الحاكم العام الموافقة الملكية باسم الملك. وبالتالي، تبدأ مشاريع القوانين بعبارة: "ليتم سنه من قبل جلالة الملك، بناءً على نصيحة وموافقة مجلس نواب سانت فنسنت والغرينادين وبسلطة نفس المجلس، على النحو التالي". يتم منح الموافقة الملكية والإعلان، المطلوبين لجميع أعمال البرلمان، عادةً من قبل الحاكم العام، باستخدام الختم العام لسانت فنسنت والغرينادين.

### المحاكم
الملك مسؤول عن تحقيق العدالة لجميع رعاياه، وبالتالي يُعتبر تقليديًا "منبع العدالة". في سانت فنسنت والغرينادين، تعتبر الجرائم الجنائية قانونيًا جرائم ضد الملك، ويتم تقديم الإجراءات للجرائم القابلة للاتهام باسم الملك في صيغة "الملك [أو الملكة] ضد [الاسم]". وبالتالي، ينص القانون العام على أن الملك "لا يمكن أن يخطئ"؛ لا يمكن محاكمة الملك في محاكمه الخاصة بتهم جنائية.
أعلى محكمة استئناف في سانت فنسنت والغرينادين هي اللجنة القضائية لمجلس الملك الخاص.
يمكن للحاكم العام، نيابة عن الملك الفينسينتي، أيضًا منح الحصانة من الملاحقة القضائية، وممارسة "الامتياز الملكي للعفو"، والعفو عن الجرائم الموجهة ضد التاج، سواء قبل أو أثناء أو بعد المحاكمة. يتم وصف ممارسة "امتياز العفو" لمنح العفو وتخفيف أحكام السجن في القسم 65 من الدستور.
أي محاولة لقتل الملك أو الحاكم العام تعتبر "خيانة عظمى"، ويتم إدانة الشخص المذنب بهذه الجريمة بالإعدام.

## الدور الثقافي

### التاج والأوسمة
الملك، باعتباره منبع الشرف، يمنح الجوائز والأوسمة في البلاد باسمه. غالبًا ما يتم منح معظمها بناءً على نصيحة "وزراء جلالة الملك في سانت فنسنت والغرينادين". يتم استلام طلبات ترشيح الفينسينتيين المستحقين للأوسمة من الملك من قبل الحاكم العام في يونيو ويناير لأوسمة رأس السنة وأوسمة عيد الميلاد على التوالي.
في عام 2019، رفض رئيس الوزراء رالف غونسالفيس الدعوات لإقامة نظام أوسمة وطني خاص بالبلاد، وقال: "الألقاب الفروسية، والسيدات، وCBE، وCMG، وOBE، وMBE، كلها أوسمة وطنية، لأنها أوسمة ملكة سانت فنسنت والغرينادين، التي تمت الموافقة عليها في استفتاء".

### التاج وقوة الشرطة

شارة قوة شرطة سانت فنسنت والغرينادين الملكية التي تحمل تاج القديس إدوارد

تُعرف قوة الشرطة الوطنية في سانت فنسنت والغرينادين باسم "قوة شرطة سانت فنسنت والغرينادين الملكية".
كما يجلس التاج على قمة هرم قوة الشرطة في البلاد. يجب على جميع المجندين الجدد في القوة أن يقسموا بالولاء للملك، باعتباره تجسيدًا للدولة وسلطتها، قبل بدء مهامهم. بموجب قانون الشرطة، يكون القسم كما يلي:
| ملك سانت فنسنت وجزر غرينادين | "أنا، (الاسم)'، أقسم بأنني سأخدم سيدنا الملك بإخلاص كعضو في قوة الشرطة في سانت فنسنت والغرينادين دون محاباة أو تحيز، أو حقد أو سوء نية؛ وسأحافظ على سلام جلالة الملك، وسأمنع، بقدر استطاعتي، الجرائم ضد ذلك السلام، وسأقوم، خلال أي وقت أكون فيه أو قد أكون فيه في المستقبل في أي منصب في قوة الشرطة، بأداء جميع واجباته بأمانة وفقًا للقانون. فليكن الله في عوني!" | ملك سانت فنسنت وجزر غرينادين |

يظهر تاج القديس إدوارد على شارات قوة الشرطة ورتبها، مما يوضح أن الملكية هي مركز السلطة.

### الزيارات الملكية

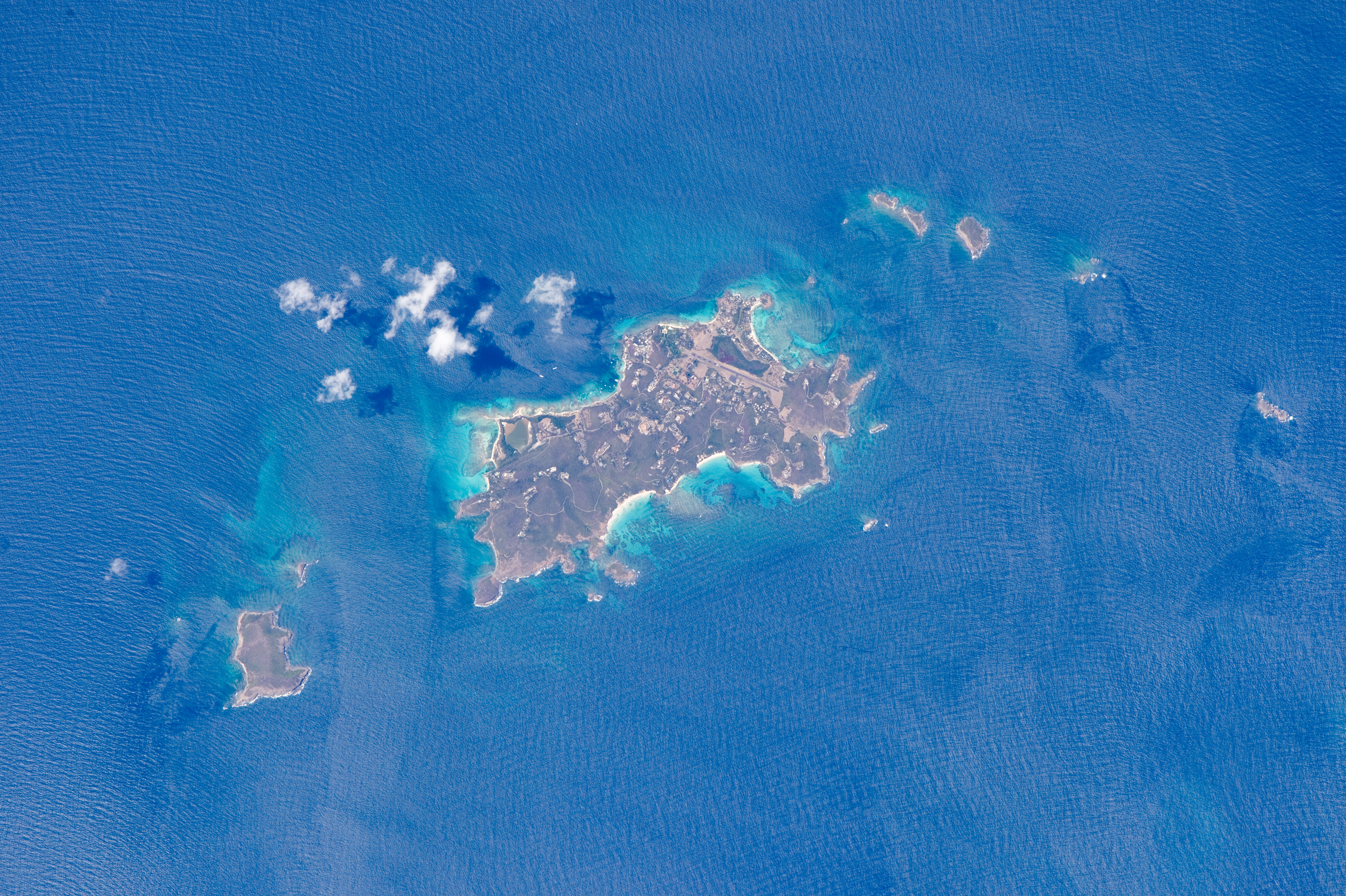
قالت الأميرة مارغريت إن مستيك (في الصورة) هي "المكان الوحيد الذي يمكنني الاسترخاء فيه".

في عام 1959، تم تقديم فيلا Les Jolies Eaux في جزيرة مستيك كهدية زفاف للأميرة مارغريت من قبل كولين تينانت، الذي أصبح لاحقًا لورد غلينكونر. زارت الأميرة مارغريت مستيك لأول مرة مع زوجها في عام 1960، خلال شهر العسل الذي استمر ستة أسابيع. كانت مارغريت تزور مستيك بشكل متكرر، عادة مرتين في السنة، ويُقال إنها كانت تحب المكان. في عام 1996، قدمت الأميرة مارغريت العقار لابنها، ديفيد لينلي، كهدية زفاف. قام لينلي لاحقًا ببيع الفيلا في عام 1999 مقابل 2.4 مليون جنيه إسترليني، مما أثار استياء والدته.
زارت الملكة إليزابيث الثانية البلاد في عام 1966، حيث حضرت خدمة صباحية في كاتدرائية سانت جورج، وزارت المستشفى الاستعماري وحديقة فيكتوريا. في عام 1979، مثل الأمير ريتشارد، دوق غلوستر الملكة في احتفالات الاستقلال. في عام 1985، حضرت الملكة ودوق إدنبرة عرض الذكرى السنوية للاستقلال في حديقة فيكتوريا. قدم الأمير فيليب جوائز برنامج جائزة دوق إدنبرة الذهبية خلال حفل في بيت الحكومة. زار دوق يورك البلاد في عام 2004. زار الدوق الحدائق النباتية في كينغستاون، ومدرسة ليبرتي لودج للتدريب للفتيان، ومزرعة موز في وادي ميزوبوتاميا.
في عام 2012، زار إيرل وكونتيسة وسكس البلاد للاحتفال باليوبيل الماسي للملكة. زار الزوجان الجزيرة الرئيسية لسانت فنسنت وجزيرة بيكيا الصغيرة، حيث شاركا في زراعة الأشجار بشكل احتفالي، وشاهدا رقصات المايبول التقليدية وعروض الأوركسترا الفولاذية. زار الأمير هاري البلاد في عام 2016. زار الأمير الحدائق النباتية في كينغستاون، ومسار فيرمونت الطبيعي، حيث كشف عن لوحة تكريمية لـمظلة الكومنولث للملكة. كما تفاعل الأمير مع أطفال المدارس المحلية للتعرف على مشاريع الحفظ المختلفة للمساعدة في الحفاظ على هذه الأنواع المهددة بالانقراض.
| ملك سانت فنسنت وجزر غرينادين | لطالما استمتعت عائلتي بعلاقة وثيقة بشكل خاص مع هذه الجزر الجميلة، ولذا فإنه يسرنا أن نتمكن من زيارتكم وإحضار أحر تحيات الملكة. | ملك سانت فنسنت وجزر غرينادين |

زار أمير ويلز ودوقة كورنوال سانت فنسنت والغرينادين في مارس 2019. في حديقة بروسبكت برايتون للأشجار الاستوائية، قام الأمير بجولة في غابات المنغروف، بينما زارت الدوقة كلية سانت فنسنت والغرينادين المجتمعية لحضور مناقشة حول العنف المنزلي. في خفر السواحل في سانت فنسنت والغرينادين، التقى الأمير بشباب أكملوا مؤخرًا برنامج تطوير الشباب الصيفي. اجتمع الأمير والدوقة في كينغستاون لحضور مراسم وضع إكليل من الزهور عند النصب التذكاري للمدينة، وزارا لاحقًا سوق كينغستاون. زار الأمير لاحقًا كاتدرائية سانت جورج، بينما زارت الدوقة مدرسة سانت فنسنت الثانوية للبنات لحضور حدث للاحتفال بمسابقة مقال الكومنولث للملكة. في الحدائق النباتية، قام الأمير بزراعة شجرة سوفريير، الزهرة الوطنية لسانت فنسنت والغرينادين.
زار إيرل وكونتيسة وسكس البلاد في أبريل 2022 للاحتفال باليوبيل البلاتيني للملكة. زار الإيرل مضمار الماس في ملعب سير فينسنت بيتش الوطني، حيث أقيم سباق 70 مترًا خاصًا لتكريم عهد الملكة الذي استمر 70 عامًا، وقام الإيرل بتسليم الجوائز للفائزين. في ملعب أرنوس، التقى الإيرل ببعض الفرق الرياضية الوطنية، بينما زارت الكونتيسة شركة لا غارسيا للرقص، والتقت لاحقًا بممثلين عن جمعية المكفوفين. حضر الإيرل والكونتيسة لاحقًا حفلًا لتوزيع جوائز برنامج دوق إدنبرة الدولي، حيث قدما جوائز ذهبية لـ13 شخصًا. في الحدائق النباتية، التقى الزوجان بأطفال المدارس المحلية وزرعا شجرة للاحتفال باليوبيل البلاتيني للملكة.

## النقاش

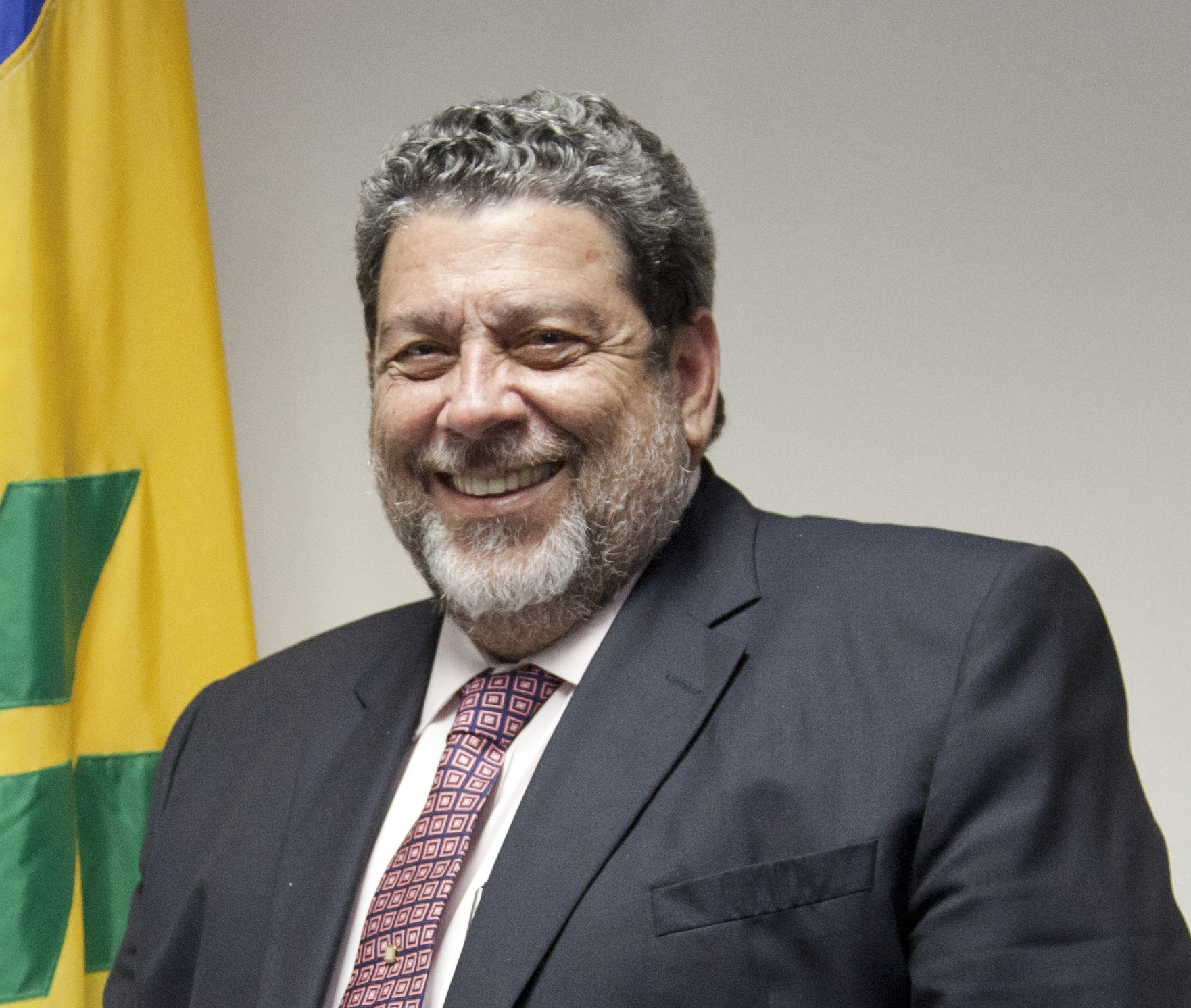
رالف غونسالفيس، رئيس وزراء سانت فنسنت والغرينادين منذ عام 2001، دعا إلى تحويل سانت فنسنت والغرينادين إلى جمهورية.

في عام 2002، بدأ رئيس الوزراء رالف غونسالفيس عملية إصلاح دستورية استمرت سبع سنوات، حيث تم تعديل دستور عام 1979، وبلغت ذروتها في عام 2009 بإقرار قانون دستور سانت فنسنت والغرينادين لعام 2009 في مجلس النواب. اقترح هذا القانون استبدال النظام الملكي برئيس دولة غير تنفيذي. طُلب من سكان سانت فنسنت في استفتاء عام 2009 الموافقة على الدستور الجديد الذي كان من شأنه أن يحل محل الدستور المعمول به منذ الاستقلال في عام 1979. قام غونسالفيس وحزبه حزب العمال الموحد (ULP) بحملة مكثفة لدعم التصويت بـ "نعم"، حيث أكد غونسالفيس أنه، على الرغم من عدم وجود أي اعتراض شخصي لديه ضد الملكة إليزابيث الثانية، إلا أنه يعتقد أن الوقت قد حان لسانت فنسنت لتتوقف عن وجود ملك كرئيس للدولة؛ وأعرب عن رأيه قائلًا: "أجدها قصة خيالية أن تكون ملكة إنجلترا قادرة حقًا على أن تكون ملكة سانت فنسنت والغرينادين". قاد المعارضة للتغييرات الدستورية الحزب الديمقراطي الجديد (NDP)، الذي أصر على أن الدستور المقترح لن يقلل من سلطة رئيس الوزراء ولن يعزز الديمقراطية في البلاد.
تم إجراء الاستفتاء في 25 نوفمبر 2009، قبل أيام فقط من حضور الملكة إلى منطقة الكاريبي لحضور قمة رؤساء حكومات الكومنولث. جرت عملية التصويت تحت أمطار غزيرة، حيث أدلى 52,262 من أصل 97,724 ناخبًا مؤهلًا بأصواتهم في 225 مركز اقتراع. أعرب مراقب الانتخابات عن رأيه بأن هذه نسبة مشاركة جيدة نظرًا للظروف الجوية السيئة. تم رفض الاقتراح بنسبة 56% من الأصوات، بينما دعم 43% فقط من الناخبين الدستور الجديد، وهو ما يقل عن العتبة المطلوبة البالغة الثلثين.
في عام 2016، قدم غونسالفيس مشروع قانون في البرلمان عدل فيه قسمي الولاء والمنصب، حيث أزال الإشارة إلى الملكة. بدلًا من أداء القسم بالولاء للملكة وورثتها وخلفائها، أصبح على المسؤولين أداء القسم بالولاء لسانت فنسنت والغرينادين بموجب قانون أقسم المسؤولين. قال غونسالفيس إن التغيير في القانون لا يعني أي إهانة للملكة، وأنه لا يتوقع أن يكون خدمة شعب سانت فنسنت والغرينادين يعني عدم خدمة جلالتها.
في عام 2019، خلال زيارة أمير ويلز ودوقة كورنوال، استبعد غونسالفيس إجراء استفتاء آخر حول النظام الملكي، وقال: "أنا لست ملكيًا، لكني أقبله، ملكة إنجلترا (كذا) ليست فقط قانونيًا بل سياسيًا هي ملكة سانت فنسنت والغرينادين، وأنا أقبل ذلك". لكن في عام 2022، اقترح غونسالفيس مرة أخرى إجراء استفتاء منفرد حول النظام الملكي، مؤكدًا أنه لن يتابع هذا الأمر إلا إذا حظي بدعم ثنائي من الأحزاب. وفي مايو 2023، بالتزامن مع فترة تتويج الملك تشارلز الثالث، وصف غونسالفيس النظام الملكي بأنه "سخافة" وأعرب عن رغبته في إنهائه خلال حياته، بينما أظهر استطلاع أجراه لورد أشكروفت أن 63% من سكان سانت فنسنت يؤيدون استمرار النظام الملكي، بينما يفضل 34% منهم رئيس دولة منتخب، مع تأكيد الأغلبية أن الملك والعائلة المالكة "يهتمان كثيرًا" بسانت فنسنت والغرينادين.

## قائمة ملوك سانت فنسنت والغرينادين
| الصورة | الاسم الملكي (الميلاد–الوفاة) | فترة الحكم على سانت فنسنت والغرينادين | فترة الحكم على سانت فنسنت والغرينادين | الاسم الكامل           | الزوج/الزوجة   | العائلة المالكة |
| الصورة | الاسم الملكي (الميلاد–الوفاة) | البداية                               | النهاية                               | الاسم الكامل           | الزوج/الزوجة   | العائلة المالكة |
| --- | ----------------------------- | ------------------------------------- | ------------------------------------- | ---------------------- | -------------- | --------------- |
| | إليزابيث الثانية (1926–2022)  | 27 أكتوبر 1979                        | 8 سبتمبر 2022                         | إليزابيث ألكسندرا ماري | فيليب مونتباتن | وندسور          |
| الممثلون العامون: السير سيدني غان-مونرو، السير جوزيف لامبرت أوستاس، السير ديفيد إيمانويل جاك، السير تشارلز أنتروبوس، السير فريدريك بالانتاين، دام سوزان دوغان رؤساء الوزراء: ميلتون كاتو، السير جيمس فيتز-ألين ميتشيل، أرنهم أوستاس، رالف غونسالفيس | إليزابيث الثانية (1926–2022)  |                                       |                                       |                        |                |                 |
| | تشارلز الثالث (مواليد 1948)   | 8 سبتمبر 2022                         | حتى الآن                              | تشارلز فيليب آرثر جورج | كاميلا شاند    | وندسور          |
| الممثلون العامون: دام سوزان دوغان رؤساء الوزراء: رالف غونسالفيس | تشارلز الثالث (مواليد 1948)   |                                       |                                       |                        |                |                 |

## روابط خارجية
- سانت فنسنت والغرينادين على موقع العائلة المالكة